# Aural Vampire
Aural Vampire (jap. オーラルヴァンパイア Ōraru Vanpaia) – japoński gotycko-elektroniczny zespół grający muzykę stylu Darkwave. Stworzony przez dwojga Japończyków pochodzących z Tokio – Exo-Chikę i Ravemana.

## Obecny skład zespołu
- EXO-CHIKA (エキゾチカ) – wokal, teksty piosenek
- RAVEMAN (レイブマン) – brzmienie
- Wu-CHY （うっちー） – basista
- Higuchuuhei (ヒグチユーヘイ) – gitarzysta
- ZEN （ぜん）-  klawiszowiec
- IZU (いず) – bębniarz

## Dyskografia
- Vampire Ecstasy (2004)
- Zoltank (5 maja 2010)
- Razors on Backstreet (2014)

## Single
- Hot Blood Workout (26/11/2004)
- DEATH FOLDER (jap. デスフォールダ) (2005) (wydany w Internecie)
- EP (28/09/2008)
- EP II (29/12/2008)
- EP III (10/01/2009)
- Freeeeze!! (27/01/2009)